# ヘンリー・ヒース
ヘンリー・ヒース（英: Henry Heth、[ˈhiːθ]であり[ˈhɛθ]ではない、1825年12月16日 - 1899年9月27日）は、アメリカ合衆国バージニア州出身の職業軍人であり、南北戦争では南軍の将軍になった。
南軍の将軍ロバート・E・リーの作戦本部で短期間仕えたときにリーの目に留まり、A・P・ヒル中将の下で旅団長を任され、ヒルがチャンセラーズヴィルの戦いで負傷するとその師団長を引き継いだ。ゲティスバーグの戦いでは、南軍北バージニア軍が十分な準備のできる前に、ゲティスバーグの町に師団の半分を派遣したこために、結果的に戦闘を始めさせてしまったことで、非難を受けていた。その日遅くヒースは北軍の部隊を潰走させたが、自隊にも大きな損失を受けた。

## 初期の経歴
ヘンリー・ヒースは1825年12月16日に、バージニア州チェスターフィールド郡のブラックヒースで生まれた。父はアメリカ海軍のジョン・ヒース大佐、母はマーガレット・L・ピケットだった。やはり職業軍人で南軍の将軍になったジョージ・ピケットとは従兄弟だった。ヒースは通常は「ハリー」と呼ばれた。その名前は祖父でアメリカ独立戦争の時に大佐だった同名のヘンリー・ヒースが好んだものだった。祖父は1759年頃にイングランドからバージニア植民地に移住して来て、石炭業で一家をなしていた。
1847年、ヒースはウェストポイントの陸軍士官学校を、その学年の最低の成績で卒業した。在学中の1846年に銃剣で突かれて足を負傷したことがあった。卒業後に名誉少尉に任官され、アメリカ第1歩兵連隊に配属された。南北戦争以前は主にアメリカ合衆国西部の基地での駐屯任務となり、補給係将校を務めたことがあった。1855年3月3日、ジョン・C・シムズ3世が新しい第10歩兵連隊の大尉任官を拒んだときに、第6歩兵連隊の中尉として務めており、シムズの代わりにヒースが大尉に指名された。1855年、スー族インディアンとのアッシュホローの戦いでは、ラコタ族に対して騎乗した歩兵中隊を率いて重要な役割を果たした。1858年、陸軍のために最初の射撃技術マニュアルを制作した。

## 南北戦争
サムター砦で南北戦争が始まった後、ヒースはアメリカ陸軍を除隊し、南軍に入隊した。直ぐに中佐に昇進し、バージニア暫定軍で短期間ロバート・E・リー将軍の補給係将校を務めたが、リーが戦争のその後の期間でヒースのことを気にかけるようになったので、その経歴にとって重要な時期となった。リーはヒースのことをファーストネームで呼んだが、南軍の将軍でそのような者は少なかった。1861年の後半は、バージニア第5歩兵連隊と同第45歩兵連隊に所属し、西バージニアのカノー・バレーで過ごした。1862年1月6日に准将に昇進した。
1862年春、ヒースは「ニュー川軍」の指揮官になった。この軍はバージニア第22歩兵連隊と同第45歩兵連隊に、騎兵隊と砲兵隊を付加しただけのものだった。ヒースのちっぽけな軍隊は、1862年5月10日に起きたジャイルズ・コートハウスの戦いで北軍ジェイコブ・D・コックス将軍の部隊に対して戦い、敵軍をルイスバーグに押し込んだが、その後の5月23日には撤退を強いられた。この戦闘は、ストーンウォール・ジャクソン将軍が北に120マイル (192 km) の進軍を行う中で、北軍をバージニアのバレー内外に繋ぎ留めておくために重要な意味があった。その軍隊が小さなものであったにも拘わらず、軍隊指揮官として報告書を提出し、その連隊長たちは「旅団長」として報告書を書かせた。このことが後にヒースが少将に昇進することに役立った可能性がある。
ヒースはその後西部戦線の東テネシー軍管区に転属となり、エドマンド・カービー・スミス将軍の下に仕えた。ケンタッキー方面作戦のときは、スミスの指示で1個師団の指揮をとってケンタッキー州レキシントンから北に派遣され、オハイオ州シンシナティに対する示威行動を行った。このことでシンシナティ市の防衛部隊に大騒動を起こさせたが、実際には小競り合いが数度起きただけだった。
1863年3月、リーがヒースを自分の北バージニア軍配下に戻し、A・P・ヒル少将師団の旅団長を任せた。チャンセラーズヴィルの戦いはヒースにとって初めての大規模会戦となり、荒野の中から現れた北軍部隊に対して、予備隊も無しに攻撃するという積極的ではあるが、見当違いの性格を示した。ヒルが負傷した時には一時的に師団指揮を引き継いだ。ストーンウォール・ジャクソン将軍が戦死した後、リーはその軍を3個軍団に再編し、ヒルはその第3軍団長に昇進した。ヒースは師団長となり、1863年5月24日には少将に昇進した。
ヒースの師団は思いがけずゲティスバーグの戦いを始めさせるという歴史を作った。1863年7月1日、ペンシルベニア州のキャッシュタウンから東に行軍し、2個旅団を威力偵察に派遣した。ヒースの備忘録では、ゲティスバーグで靴を探させるために部隊を送ったことになっているが、歴史家によってはこれが作り話だと考える者もいる。ヒースは、ジュバル・アーリー少将が数日前にゲティスバーグの町に行っており、その時に使える靴を取ってしまっていたことを知っていたと、その歴史家達は言っている。そのような任務で2個旅団も派遣することは無駄だったとも考えている。この部隊が北軍ジョン・ビュフォード准将の騎兵隊と接触し、戦闘隊形に広がった。
リーはA・P・ヒルに、その全軍が集結できるまでは敵との総力を挙げた会戦を避けるよう命令していたが、ヒースの行動がその命令を無効にしてしまった。両軍が戦闘を始め北軍の援軍が直ぐに到着し始めた。ヒースの師団の残り部隊が到着する前に先の2個旅団を戦闘配置に付けるという判断も誤りだった。北軍は頑強で鳴らした「鉄の旅団」を含め、ポトマック軍の第1軍団の中でもエリート師団であり、激しい戦いになったあとにヒースの部隊が撃退された。戦闘が小康状態になった後で、ヒースはその日の午後に残ってい2個旅団も戦闘に投入し、北軍をセミナリー・リッジまで追い返したが、それはむしろ、南軍リチャード・イーウェル将軍の軍団が北から戦場に入ることで、北軍第11軍団の右側面が潰されたためだった。最終的にヒースは、ロバート・E・ローズ少将の師団と合流して攻撃し、北軍の軍団を潰走させ、ゲティスバーグの町を抜けてセメタリー・ヒルまで後退させた。しかし、南軍の損失も大きかった。ヒースはドーシー・ペンダー少将の師団と、攻撃を協調させるべきだった。ヒースはこの攻撃中に銃弾が頭に当たって負傷した。ヒースにとって幸運だったことは、被っていた帽子が大きすぎて、頭に合わせるために紙の詰め物をしていたことだった。この詰め物が銃弾を逸らして致命傷にならずに済んだが、ヒースは意識不明となり、実質的に戦場から離脱した。ヒースの旅団の一部はジョンストン・ペティグルー准将の指揮下に入り、2日後のピケットの突撃に参加した。ヒースはゲティスバーグからバージニアに撤退する途中で快復して師団長に復帰し、1863年秋には幾つか小さな戦闘に参加した。
1864年は、オーバーランド方面作戦、ピーターズバーグ包囲戦を通じて、自分の師団の指揮を執り続けた。1865年4月2日にA・P・ヒル中将が戦死した後、ヒースが短期間第3軍団の指揮を執った。ヒースの部隊はジョン・R・クック将軍が指揮し、サザランド駅の戦いで敗れて押し返された。アポマトックス方面作戦の残り期間、ヒースはその軍を率いてアポマトックス・コートハウスまで後退し、1865年4月9日、リー将軍と共に北軍に降伏した。

## 戦後の働き
ヒースは戦後に保険会社で働き、その後は測量士としてまたインディアン管理局で政府のために働いた。ヒースは1899年9月27日にワシントンD.C.で死に、リッチモンドのハリウッド墓地に埋葬されている。1876年にヒストリック・ミリタリー・コマンドのセンテニアル・リージョンが設立されたときには、その初代コマンダーを務めていた。

## 大衆文化の中で
マイケル・シャーラの小説『キラー・エンジェルズ』に基づく1993年の映画『ゲティスバーグ』の中では、俳優ウォーレン・バートンがヒースを演じていた。

## 出版物
- 『標的練習のしくみ』、射撃技術マニュアル、1858年出版
- 『ヘンリー・ヒースの備忘録』、死後の1974年に出版

## 関連図書
- Pfanz, Harry W. Gettysburg – The First Day. Chapel Hill: University of North Carolina Press, 2001. ISBN 0-8078-2624-3.